# Marienborn
Marienborn è una frazione del comune tedesco di Sommersdorf, nella Sassonia-Anhalt.
Fino al 31 dicembre 2009 ha costituito un comune autonomo.